# Cyanophrys longula
Cyanophrys longula is een vlinder uit de familie van de Lycaenidae. De wetenschappelijke naam van de soort is voor het eerst geldig gepubliceerd in 1868 door Hewitson. De soort komt voor in Mexico, Costa Rica, Colombia, Ecuador en Bolivia.